# سیارک ۳۰۱۷
سیارک ۳۰۱۷ (به انگلیسی: 3017 Petrovic، نامگذاری:1981UL) سه هزار و هفدهمین سیارک کشف شده‌است که در ۲۵ اکتبر ۱۹۸۱ کشف شد.
قدر مطلق سیارک برابر ۱۱٫۴۰ است.